# キクチヒロノリ
キクチ ヒロノリは、日本の漫画家、画家。本名は菊池弘紀。

## 経歴
漫画家デビューを1995年に『ガロ』でKikuchi hironori名義にて果たした。のちに名義を菊地弘紀、キクチヒロノリと変更する。月刊漫画ガロ1998年6月号の表紙を飾り、そのポップなキャラクターで話題を集める。
『ガロ』廃刊後は「後継誌」ともされる『アックス』に作品を掲載していたが、1999年12月25日発行の『アックス』Vol.12への作品掲載を最後に、同誌への作品発表がなくなる。2009年4月30日発行の『アックス』Vol.68の特集「スージー甘金と塗コミック派」に10年ぶりに作品が掲載されるが、その後『アックス』誌への作品発表はされていない。
その後は、インディーズ漫画雑誌『架空』に作品を発表。2011年には『架空』にてキクチヒロノリ特集号が刊行された。また、2019年には自主製作にて『キクチヒロノリ画集 Hironori KIKUCHI the drawoing of ALCHEMICAL GRAPHICS』を刊行した。
キクチはおそらくアヴァン・ポップの漫画家であったと言える。

## 作品
青林工藝舎と青林堂より初期単行本が上梓されている。

### 単行本
- 『爆裂瞑想バキトマ道』（青林工藝舎 1998年6月）ISBN 978-4883790067
- 『げだつマン』（青林堂 1999年5月）ISBN 978-4792603014
- 『へろみの夏休み』（青林堂 2000年5月）ISBN 978-4792603182